# Olga Šišigina
Olga Vasiljevna Šišigina (rusko Ольга Васильевна Шишигина), kazahstanska atletinja, * 23. december 1968, Almati, Kazahstan.
Nastopila je na poletnih olimpijskih igrah leta 2000, kjer je osvojila naslov olimpijske prvakinje v teku na 100 m z ovirami. Na svetovnih prvenstvih je v isti disciplini osvojila srebrno in bronasto medaljo, na svetovnih dvoranskih prvenstvih pa zlato in srebrno medaljo v teku na 60 m z ovirami. Med letoma 1996 in 1998 je bila kaznovana zaradi dopinga. 